# Barry McGuire
Barry McGuire (* 15. října 1935 Oklahoma City) je americký zpěvák a kytarista. Od dětství žil s rodinou v Kalifornii, původně se živil jako rybář a instalatér, od roku 1961 se věnoval profesionálně hudbě a byl členem folkového dua Barry & Barry a skupiny The New Christy Minstrels. Od roku 1965 vystupoval sólově, největší úspěch měl s protiválečnou písní P. F. Sloana „Eve of Destruction“, která byla v čele žebříčku Billboard Hot 100 a získala zlatou desku. Patřil k předním osobnostem kontrakultury šedesátých let, spolupracoval s Frankem Zappou a The Mamas & the Papas, vystupoval na Broadwayi v muzikálu Vlasy, hrál také ve filmu Prezidentův analytik. V roce 1971 se pod vlivem kazatele Arthura Blessitta stal věřícím evangelikálem  jeho další tvorba stála spolu se skupinou 2nd Chapter of Acts a Terrym Talbotem u zrodu moderní křesťanské hudby, nahrával pro vydavatelství Myrrh Records. Je také autorem románu In the Midst of Wolves, vyprávějícího o cestě člena motorkářského gangu k náboženskému osvícení. V roce 2008 podnikl spolu s Johnem Yorkem koncertní turné nazvané „Trippin' the '60s“.

## Diskografie
- 1962: Barry Here and Now
- 1963: The Barry McGuire Album
- 1965: Eve of Destruction
- 1965: This Precious Time
- 1967: The World's Last Private Citizen
- 1971: McGuire and the Doctor
- 1972: Seeds
- 1974: Lighten Up
- 1974: Narnia
- 1975: Jubilation
- 1975: To the Bride
- 1975: Eve of Destruction (Star Power)
- 1976: C'mon Along
- 1976: Anyone But Jesus
- 1976: Jubilation Two
- 1977: Have You Heard
- 1978: Cosmic Cowboy
- 1979: Inside Out
- 1980: Best of Barry McGuire
- 1981: Finer Than Gold
- 1989: Pilgrim
- 1991: Let's Tend God's Earth
- 1995: When Dinosaurs Walked the Earth
- 1997: Ancient Garden
- 1999: Frost and Fire
- 2000: Eve of Destruction (20 Inspirational Classics)